# Schoterland
Schoterland (Fries: Skoatterlân) is een voormalige gemeente in het zuiden van de provincie Friesland, gelegen langs de Tjonger. Het dorp Oudeschoot was hoofdplaats van de grietenij Schoterland met het grietenijhuis De Drie Pilaren. In 1828 werd Oenemastate in Heerenveen grietenijhuis en later in 1851 gemeentehuis. De gemeente heeft bestaan tot 1934.
Na de gemeentelijke herindeling in 1934 is Schoterland opgesplitst in twee delen. Een groot deel is samen met de gemeente Aengwirden en een deel van de gemeente Haskerland opgegaan in de nieuwe gemeente Heerenveen. Een deel in het zuidwesten met de dorpen Delfstrahuizen, Rohel, Rotsterhaule en Rottum en Sintjohannesga werd toegevoegd aan de gemeente Haskerland. Tot de gemeentelijke herindeling werd besloten omdat de dorpskern van Heerenveen over de grenzen van de gemeenten Schoterland, Haskerland en Aengwirden uitgroeide. Een andere reden is dat het provinciebestuur van Friesland de gemeente niet meer modern achtte.

## Kernen (1933)
Benedenknijpe, Bovenknijpe, Delfstrahuizen, Heerenveen (gedeeltelijk), Het Meer, Hoornsterzwaag, Jubbega, Schurega, Katlijk, Mildam, Oudehorne, Nieuwehorne, Nieuweschoot, Oudeschoot, Rohel, Rotsterhaule en Rottum.

## Geboren in Schoterland
- Wijnout Taconis (1888-1986), schaatser
- Herman Zanstra (1894-1972), astronoom
- Adriaan van der Meulen (1901-1993), burgemeester van Leeuwarden (1946-1966)

## Varia
De Schoterlandseweg is een lange weg van minstens 20 kilometer, die van Oudeschoot via Mildam - Katlijk - Nieuwehorne - Oudehorne - Jubbega - Hoornsterszwaag tot Donkerbroek doorloopt (het laatste stuk van de N380 heet ‘het West’). Voor niet-inwoners is het lastig een adres te vinden, aangezien in elk dorp de huisnummering opnieuw begint.
Schoterland was in de negentiende eeuw ook de naam van een van de kiesdistricten in Friesland. Het district koos in 1888, in de tweede stemronde, Ferdinand Domela Nieuwenhuis als eerste socialist ooit in de Tweede Kamer